# 古屋武助

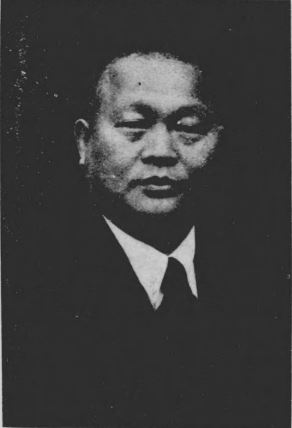
古屋 武助

古屋 武助（ふるや たけすけ、1888年〈明治21年〉6月25日 - 1942年〈昭和17年〉12月29日）は、大正から昭和時代前期の政治家。山口県萩市長。

## 経歴・人物
山口県美祢郡伊佐町伊佐（現・美祢市伊佐町伊佐）出身。学歴は不明。1909年（明治42年）、普通文官試験に合格。1914年（大正3年）6月、山口県属に任じ、1923年（大正12年）8月、岡山県属に転じる。1924年（大正13年）3月、島根県鹿足郡長に就任し、同年7月に地方事務官となり、島根県総務部庶務課長などを経て、1937年（昭和12年）7月24日、萩市長に就任した。1942年（昭和17年）12月29日、心臓麻痺により急逝、享年55歳。